# Drum național 11
Der Drum național 11 (rumänisch für „Nationalstraße 11“, kurz DN11) ist eine Hauptstraße in Rumänien. Die Straße bildet zugleich einen Abschnitt der Europastraße 574.

## Verlauf
Die Straße zweigt in  Hărman rund 12 km nordöstlich von Brașov (Kronstadt) vom Drum național 10 ab und führt über Chichiș, wo der Drum național 12 nach Sfântu Gheorghe nach Norden abzweigt, und an Reci vorbei, wo der Drum național 13E gekreuzt wird, und Târgu Secuiesc, von wo aus der Drum național 11B nach Norden führt, zu dem Dorf Tinoasa, wo der Drum național 2D  nach Osten abzweigt, über die Ostkarpaten mit dem Oituz-Pass (866 m) in das Tal des Bachs Oituz, der bei Onești in den Trotuș, einen Zufluss des Sereth, mündet. In Onești zweigen der dem Trotuș flussabwärts folgende Drum național 11A und der ihm flussaufwärts folgende Drum național 12A ab. Die Straße verläuft weiter in nördlicher Richtung bis zur Kreishauptstadt Bacău, wo sie auf den Drum național 2 (zugleich Europastraße 85) trifft und an diesem endet.
Die Länge der Straße beträgt rund 179 Kilometer.